# Sportivnaja (stanice metra v Samaře)
Sportivnaja (rusky Спортивная) je stanice samarského metra. Pojmenována je po stadionu, který měl nedaleko stanice stát, a kde se roku 2008 mělo konat mistrovství Evropy.

## Charakter stanice
Sportivnaja je podzemní, mělce založená, pilířová stanice s ostrovním nástupištěm a jedním výstupem (druhý nebyl dokončen), vedoucím ze stanice po pevném schodišti do mělce založeného podpovrchového vestibulu pod ulici Gagarinskaja.
Stanice se začala stavět v roce 1988 jako součást úseku Gamarinskaja – Sportivnaja. Výstavbu provázely značné obtíže; při ražbě tunelů do nich natékalo tolik vody, že jí nebyly pumpy schopné odčerpávat. V roce 1989 již byly tunely nakonec proraženy, podle plánu měly vzniknout na úseku tři nové stanice. Postavily se však pouze dvě, a to ještě se zpožděním; rozpad SSSR a ekonomická krize výstavbu velmi zpomalily a prodloužily. Sportivnaja je v provozu od 25. března 1993.
Na obklad prostoru stanice byl použit mramor, na stěnách za nástupištěm se nacházejí různé mozaiky s tematikou jednotlivých sportů. Jejich autorem je architekt Vladimir Nikolajevič Blochin.